# Panasonic (Radsportteam)

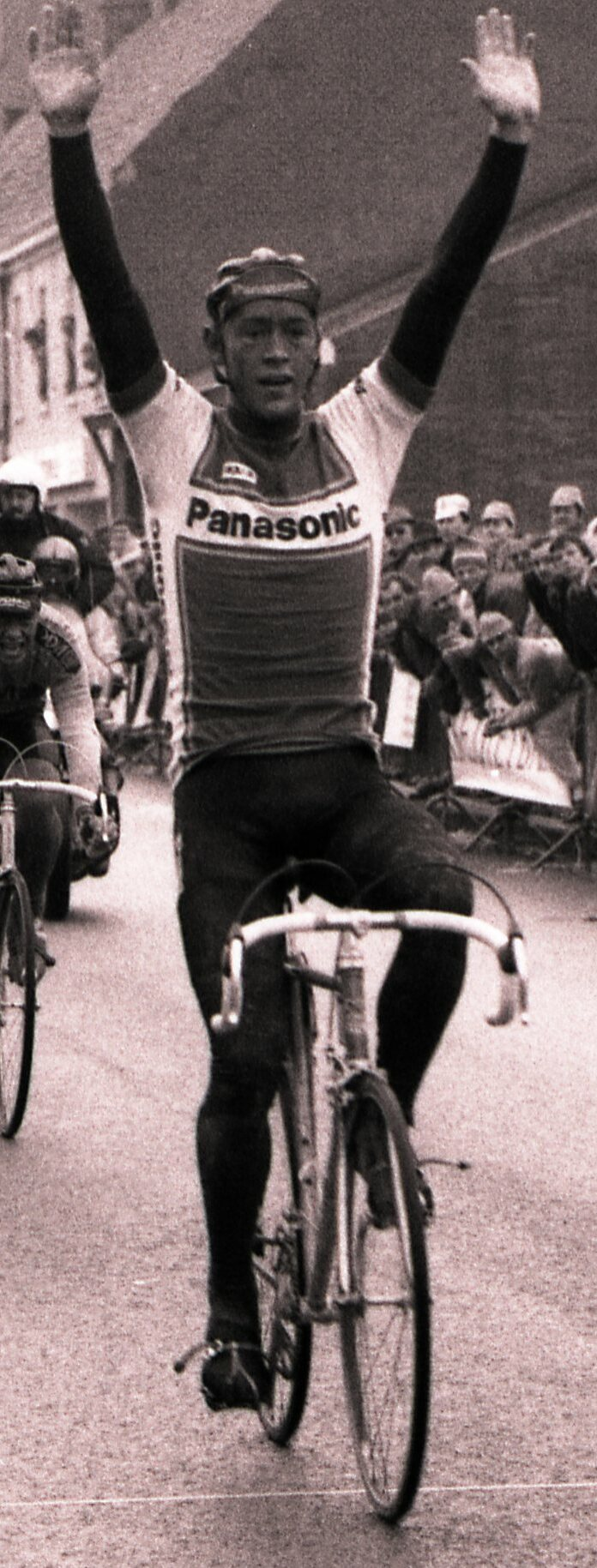
Eric Vanderaerden gewinnt Dwars door Vlaanderen 1986

Panasonic war ein niederländisches Radsportteam. Es bestand von 1984 bis 1992. Nicht zu verwechseln mit dem deutschen Team Panasonic-Panaracer (1991–1992) oder mit Panasonic, welches im Jahr 2008 bestand.

## Geschichte
Das Team wurde 1984 von Peter Post gegründet, nachdem sich sein vorherige Mannschaft das TI-Raleigh-Team sich 1983 auflöste. Einige Radrennfahrer folgten Jan Raas zum neuformierten Team Kwantum Hallen-Decoso-Yoko, gleichwohl blieben viele der Fahrer des ehemaligen Raleigh-Teams bei Peter Post.
Hauptsponsor war der japanischen Elektronikkonzern Panasonic. 1985 bis 1986 blieb Raleigh noch zwei Jahre lang Radausstatter und Co-Sponsor. Weitere Co-Sponsoren waren von 1987 bis 1989 Isostar und von 1990 bis 1992 Sportlife. 
Im Jahr 1992 zog sich Panasonic aus dem Sponsoring des Teams zurück, welches in der Folge aufgelöst wurde.

## 1984 – Panasonic-Raleigh
Sieben Fahrer von TI-Raleigh:
- Ludo De Keulenaer
- Johan Lammerts
- Henk Lubberding
- Bert Oosterbosch
- Theo de Rooij
- Gerard Veldscholten
- Peter Winnen

Zugänge:
- Phil Anderson  Peugeot
- Walter Planckaert  Splendor
- Eddy Planckaert  Splendor
- Steven Rooks  Sem-Reydel-Mavic
- Jos Lammertink  Vivi-Benotto-Puma
- Guy Nulens  Jacky Aernoudt-Rossin
- Eric Vanderaerden  Jacky Aernoudt-Rossin

Neoprofis:
- René Kos
- Gert-Jan Theunisse
- Bert Wekema

## 1985 – Panasonic-Raleigh
Zugänge:
- Jos Alberts  AVP-Viditel-Concorde

Neoprofis:
- Henk Baars
- Alexi Grewal
- Michel Groenendaal
- Danny Lippens
- Gert-Jan Theunisse

## 1986 – Panasonic-Merckx-Agu
Zugänge:
- Johan van der Velde  Vini Ricordi-Pinarello-Sidermec
- Erik Breukink  Skala-Skil
- Eric Van Lancker  Fangio
- Robert Millar  Peugeot
- Allan Peiper  Peugeot
- Teun van Vliet  Verandalux

Neoprofis:
- Henk Baars
- Ludo Giesberts
- Peter Harings
- Danny Vanderaerden

Abgänge:
- Bert Wekema  Transvemij
- Steven Rooks  PDM-Concorde
- Gerard Veldscholten  PDM-Concorde
- Johan Lammerts  Vini Ricordi-Pinarello-Sidermec
- Alexi Grewal  7-Eleven
- René Kos
- Jos Alberts
- Michel Groenendaal
- Danny Lippens
- Walter Planckaert

## 1987 – Panasonic-Isostar
Zugänge:
- Jan van Wijk  PDM-Concorde

Neoprofis:
- Martin Hendriks
- John Talen

Abgänge:
- Gert-Jan Theunisse  PDM-Concorde
- Danny Vanderaerden  Roland
- Johan van der Velde  Gis Gelati
- Jos Lammertink  Transvemij
- Ludo Giesberts  TeVe Blad
- Henk Baars

## 1988 – Panasonic-Isostar-Colnago-Agu
Zugänge:
- Danny Clark  Ever Ready
- Urs Freuler  Atala-Campagnolo
- Hans-Rudi Maerki  Fibok-Müller-Sidermec
- Jean-Marie Wampers  Hitachi
- Heinz Imboden  Toshiba
- Bernard Gavillet  Système U

Neoprofis:
- Louis de Koning
- Corne van Rijen

Abgänge:
- Eddy Planckaert  ADR
- Robert Millar  Fagor
- Phil Anderson  TVM
- Ludo de Keulenaer  TVM
- Bert Oosterbosch  TVM

## 1989 – Panasonic-Isostar-Colnago-Agu
Zugänge:
- Michel Cornelisse  Superconfex-Yoko
- Jean-Paul van Poppel  Superconfex-Yoko

Neoprofis:
- Thomas Dürst
- Arno Ottevanger
- Harrie Rozendal

Abgänge:
- Heinz Imboden  Système U
- Danny Clark  AD Renting
- Bernard Gavillet  Selca
- Jan van Wijk  TVM
- Martin Hendriks

## 1990 – Panasonic-Sportlife
Zugänge:
- Steven Rooks  PDM-Concorde
- Gert-Jan Theunisse  PDM-Concorde
- Jef Lieckens  Hitachi
- Marc Sergeant  Hitachi
- Eddy Planckaert  ADR

Neoprofis:
- Eddy Bouwmans
- Wjatscheslaw Wladimirowitsch Jekimow
- Jos van der Pas

Abgänge:
- Erik Breukink  PDM-Concorde
- Hans-Rudi Maerki  Helvetia-La Suisse
- Eric Vanderaerden  Buckler
- Peter Winnen  Buckler
- Corne van Rijen  Elro
- Peter Harings  Artiach
- Anjo van Loon
- Arno Ottevanger

## 1991 – Panasonic-Sportlife
Zugänge:
- Maurizio Fondriest  Del Tongo
- Marco Zen  Del Tongo
- Jacques Hanegraaf  TVM
- Rudy Dhaenens  PDM-Concorde
- Marc van Orsouw  PDM-Concorde
- Michel LeGrand

Neoprofis:
- Jens Heppner
- Dimitri Jdanow
- Olaf Ludwig
- Eric Knuvers
- Patrick Strouken
- Rober van der Vin
- Menno Vink

Abgänge:
- Thomas Dürst  PDM-Concorde
- Jean-Paul van Poppel  PDM-Concorde
- John Talen  PDM-Concorde
- Allan Peiper  Tulip Computers
- Michel Cornelisse  La William
- Steven Rooks  Buckler
- Urs Freuler  Team Telekom
- Gert-Jan Theunisse  TVM
- Theo de Rooij
- Teun van Vliet

## 1992 – Panasonic-Sportlife
Zugänge:
- Wilfried Nelissen  Weinmann-Eddy Merckx

Neoprofis:
- Jo Planckaert

Abgänge:
- Jens Heppner  Team Telekom
- Michel LeGrand  Assur
- Patrick Strouken  Collstrop
- Jean-Marie Wampers  Collstrop
- Jeff Lieckens
- Harrie Rozendal

## Nach 1993
Novemail-Histor-Laser Computer:
- Eddy Bouwmans
- Wjatscheslaw Wladimirowitsch Jekimow
- Dimitri Jdanow
- Wilfried Nelissen
- Guy Nulens
- Jo Planckaert
- Marc Sergeant

WordPerfect:
- Louis de Koning

Willy Naessens-Euroclean:
- Rober van der Vin
- Menno Vink

Festina-Lotus
- Eric Van Lancker

Lampre-Polti:
- Maurizio Fondriest
- Marco Zen

Team Telekom:
- Jacques Hanegraaf
- Olaf Ludwig
- Marc van Orsouw

Andere:
- Rudy Dhaenens
- Eric Knuvers
- Henk Lubberding

## Erfolge (Auswahl)
- 13. Etappe Tour de France 1987 (Erik Breukink)
- 1.a Etappe Giro d’Italia 1987 (Erik Breukink)
- 3. Platz Gesamtwertung Giro d’Italia 1987 (Erik Breukink)
- Baskenland-Rundfahrt 1988 (Erik Breukink)
- Maillot Blanc Tour de France 1988 (Erik Breukink)
- 14 Etappe Giro d’Italia 1988 (Erik Breukink)
- 2. Platz Gesamtwertung Giro d’Italia 1988 (Erik Breukink)
- Prolog Tour de France 1989 (Erik Breukink)
- Züri-Metzgete 1984 (Phil Anderson)
- Rund um den Henninger-Turm 1984 (Phil Anderson)
- Katalanische Woche 1984 (Phil Anderson)
- Critérium du Dauphiné Libéré 1985 (Phil Anderson)
- 3 Etappensiege Tour de Suisse 1985 (Phil Anderson)
- Rund um den Henninger-Turm 1985 (Phil Anderson)
- E3 Prijs Vlaanderen 1985 (Phil Anderson)
- Paris–Tours 1986 (Phil Anderson)
- Mailand–Turin 1987 (Phil Anderson)
- Quer durch Flandern 1984 (Walter Planckaert)
- Belgienrundfahrt 1984, 3 Etappensiege (Eddy Planckaert)
- Omloop Het Volk 1984 (Eddy Planckaert)
- 3 Etappensiege Paris–Nizza (1984 & 1987) (Eddy Planckaert)
- Étoile de Bessèges 1984 (Eddy Planckaert)
- Omloop Het Volk 1985 (Eddy Planckaert)
- 2 Etappensiege Vuelta a España 1985 (Eddy Planckaert)
- 1 Etappensieg Tour de France 1985 (Eddy Planckaert)
- E3 Prijs Vlaanderen 1987 (Eddy Planckaert)
- 2 Etappensiege Giro d’Italia 1989 (Jean-Paul van Poppel)
- Veenendaal-Veenendaal 1989 (Jean-Paul van Poppel)

## Bekannte ehemalige Fahrer
| - Ludo De Keulenaer (1984–1987) - Johan Lammerts (1984–1985) - Peter Winnen (1984–1989) - Phil Anderson (1984–1987) - Eddy Planckaert (1984–1987+1990–1991) - Steven Rooks (1984–1985+1990) - Jos Lammertink (1984–1986) - Eric Vanderaerden (1984–1989) - Gert-Jan Theunisse (1984–1986+1990) - Johan van der Velde (1986) - Erik Breukink (1986–1989) - Eric Van Lancker (1986–1992) - Robert Millar (1986–1987) | - Allan Peiper (1986–1990) - Teun van Vliet (1986–1990) - John Talen (1987–1990) - Urs Freuler (1988–1991) - Jean-Marie Wampers (1988–1991) - Jean-Paul van Poppel (1989–1990) - Thomas Dürst (1989–1990) - Marc Sergeant (1990–1992) - Wjatscheslaw Wladimirowitsch Jekimow (1990–1992) - Maurizio Fondriest (1991–1992) - Jens Heppner (1991) - Olaf Ludwig (1990–1992) - Wilfried Nelissen (1992) |